# Zoran Stanojević
Zoran Stanojević (Beograd, 7. mart 1942 — Beograd, 11. jun 2021) bio je jugoslovenski i srpski pisac za decu i odrasle, dramski pisac, prevodilac, aforističar, satiričar, radijski voditelj i omniolog.

## Biografija
Rođen je 7. marta 1942. u Beogradu. Roditelji su mu bili Jelica i Tihomir Stanojević.
Studirao je dramaturgiju na beogradskom Fakultetu dramskih umetnosti.
Živeo je u Beogradu i povremeno Minhenu.
Preminuo je 11. juna 2021. godine.

## Rad
Objavio је 21 knjigu u periodu od 1968. do 2018. Zastupljen je u mnogim antologijama. Napisao je oko 60 drama od kojih je trećina nagrađena na anonimnim radio konkursima. Radio drame su mu igrane na svim većim radio stanicama u Jugoslaviji, a 15-ak prevedeno i igrano u Švedskoj, Nemačkoj, Austriji i Belgiji.
Počevši od 1977. godine, objavio je stotine priča u listovima i časopisima: Mladost, Jež, Maksi smeh, Letnji Ježev almanah, Ježev humor na kvadrat, Satirikon, Zum reporter, Novosti osam, Oko, Politika ekspres, Nin, Politika — The international weekly, Borba, Naša Krmača, Danga, Politika, kao i u stotinak brojeva ETNE (časopisa za satiru koji postoji samo u Internetu), itd.
Preveo je pet knjiga, među njima i trotomnog Tolkinovog Gospodara prstenova.
Kaže da je polovinu radnog veka proveo kao slobodan umetnik, a drugu polovinu kao voditelj i voditelj-urednik u Radio Beogradu. Na Radio Beogradu je od 1965. isprva kao spoljni saradnik, a od 1976. do 2005. ostvario je oko 4.000 sati „živog” radijskog programa. Bio i dopisnik Radio Beograda 2 iz Nemačke.

## Radijske emisije
1. Vreme radoznalosti (na Prvom programu Radio Beograda, vodio duže od sedam godina, 1976—1983)
2. Lovac na bisere (na Beogradu 202, kraće od godinu dana, 1979—1980)
3. Klub Dva (na Drugom programu Radio Beograda, prvi urednik i voditelj emisije, više od sedam godina, 1986—1994)
4. Hobiskop (na Drugom programu Radio Beograda, više od sedam godina, 1986—1994) i
5. Omniologija / Poznavanje svega (na Beogradu 202, četiri i po godine, 2011—2015; po istoimenoj knjizi iz 1982).

## Prevodi
1. Ozma od Oza, L. Frenk Baum (Nolit, Beograd);
2. Bil, Heroj Galaksije, Hari Harison (SF);
3. Trampa svesti, Robert Šekli (SF);
4. Dela Vremena, Džon Braner (Narodna knjiga, Beograd) (SF);
5. Družina prstena — Gospodar prstenova 1, DŽ. R. R. Tolkin
6. Dve kule — Gospodar prstenova 2, DŽ. R. R. Tolkin
7. Povratak kralja — Gospodar prstenova 3, DŽ. R. R. Tolkin (najmanje devet izdanja kompleta sa njegovim prevodom: Nolit, Beograd 1981.; Stilos, Beograd, 1988.; Bata knjiga, Beograd, 1996; Esotheria/Moć knjige, Beograd, 1996—2002; Narodna knjiga — Alfa, Beograd 2002; ... Publik praktikum, Beograd, 2018)

## Pozorišne drame
1. Rođak Glo/Kapetan Snip
2. Pablo, čovek kome su se dogodile cipele

## TV scenario
1. Ljudi koji trepere (serija od 13 polučasovnih epizoda — satira sa blagim ukusom naučne fantastike), TV Beograd otkupio 2003, čeka realizaciju.

## Objavljene knjige
11 naslova za odrasle i 10 za decu:
1. Лице намењено другима кратке приче (Матица српска, Нови Сад, 1968),
2. Рођак Гло („Радивој Ћирпанов”, Нови Сад, 1971),
3. Капетан Снип (Нолит, Београд,1973),
4. Познавање писца (БИГЗ, Београд, 1974),
5. Највећи детектив на свету (БИГЗ, Београд, 1974),
6. Пси (песме за децу; БИГЗ, Београд,1972),
7. Мачке (песме за децу; БИГЗ, Београд,1972),
8. Животиње из дивљине (песме за децу; БИГЗ, Београд,1972),
9. Поспани Мартин (Дечје Новине, Горњи Милановац, 1973),
10. Кућа која је пустила корен („Радивој Ћирпанов”, Нови Сад, 1981),
11. Зеци, пеци, пец (JEЖ, Београд, 1982);
12. Познавање свега (Нолит, Београд, 1982),
13. Горанов дневник („Дневник”, Нови Сад, 1989)
14. Књига, сатиричне приче („Визија 011”, Београд, 1994),
15. Београд из све снаге (Сага T.С.T. Београд, 1995).
16. Beograd: brzi vodič (bleferski priručnik za prave blefere) („Мала велика књига”, Нови Сад, 1999).
17. Пиво (Моно-Мањана прес, Београд, 2000),
18. Црта испод света, сатиричне приче („Конрас”, Београд. 2004)
19. Говори Ф. Громки-Тмурни, (Драслар партнер, Београд 2004)
20. Нама није ни како нам јесте, књига афоризама, (Алма, Београд, 2009).
21. Мислим по кућама, сатиричне приче (Биндер, Београд, 2013).

## Izložbe
Izložba ničega (performans), 1985. u „Klubu međunarodnog prijateljstva” u Beogradu. Bila je to anti-izložba ili parodija izložbe: potpuno prazan izložbeni prostor, katalog, umetnik i 60 posetilaca.

## Slučajni aforizmi
- Ako je dobrim namerama popločan put u pakao, mi smo na putu za raj.
- Rezultati doista impresioniraju, samo šteta što baš na ovaj način...
- Daljim povećavanjem najvećih plata naša prosečna plata može da postane i veća od 450 evra. Šta se čeka?
- Nemamo ništa jer smo tako u mogućnosti.
- Najnovija istraživanja pokazuju da smo mi bili ovde još mnogo pre no što smo odnekud došli.
- Ima ljudi u kojima ne bi pristao da se zatekne ni hemoroid koji drži do sebe.
- Izvođač radova žali se što ga napadaju iako apsolutno ništa nije uradio.
- Šta god treba da se radi, mi i za to imamo ljude koji to ne umeju.
- Prožima me tako snažan entuzijazam da od toga ne stižem da se bavim onim na šta mi se on odnosi.
- U kasapnici, ako se obraćate osobi koja drži sataru, dobro je za nijansu drugačije formulisati pitanje „Imate li vi mozga”.
- Imajmo u zidu da čak i samo jadna jedina slivna gruška možeda uprpasti mlitav sisao svake naše pečenice!
- Sve komšijske krave su pocrkale, sve želje su ispunjene... ali sada treba naći neki nov izvor sreće.
- Današnji dan je do juče bio nezabeležen u našoj novijoj istoriji!
- Dovedu mi jednog, taj mi nešto cvili, drugi pišti, treći jauče — reče dželat — kad će jednom da mi dovedu onog čoveka koji zvuči gordo!?
- Zahvaljujući kupljenim doktoratima kod nas već postoji veštačka inteligencija.

## Nagrade
1. „Neven” za najbolje ostvarenje za decu na srpskohrvatskom jeziku za knjigu „Rođak Glo” (1971); Zmajeve dečje igre;
2. „Zmajeva nagrada”, za izuzetan stvaralački doprinos savremenom izrazu u književnosti za decu, (2002); Zmajeve dečje igre;
3. Nagrada „Sigridrug”, za „Goranov dnevnik”, za najbolji tekst monodrame, (1997); Zmajeve dečje igre;
4. Zlatna značka Kulturno prosvetne zajednice, (1991);
5. Zlatni mikrofon Radio Beograda (2008);
6. Plaketa Vitomir Bogić za izuzetan doprinos radiofoniji (2015)

## Spoljašnje veze
- OTIŠAO VETERAN SATIRE: Preminuo Zoran Stanojević (1942 - 2021) („Večernje novosti”, 13. jun 2021)
- Gospodar prevoda (Pečat, 21. januar 2022)